# Adlersuchsystem

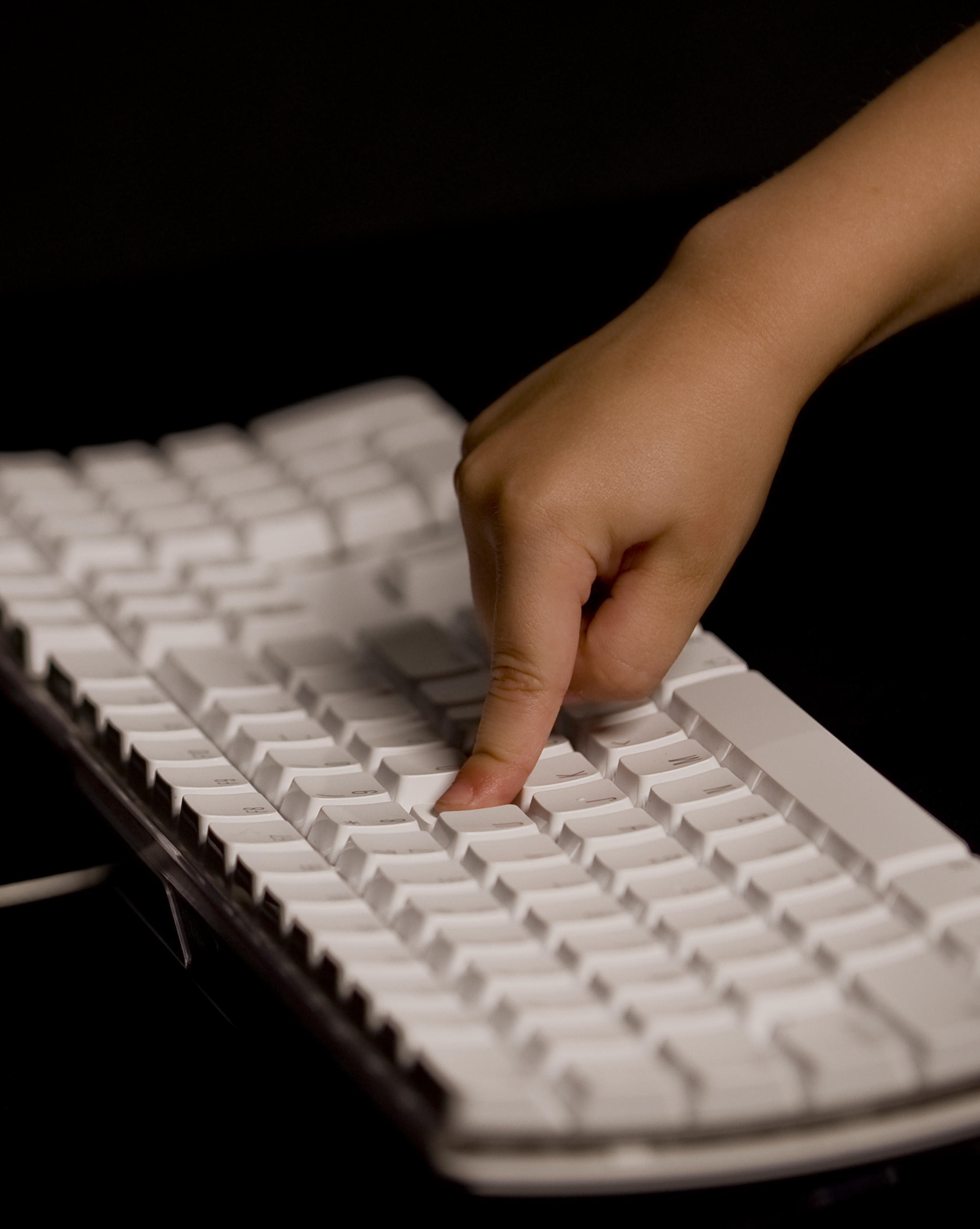
Einfinger-Adlersuchsystem

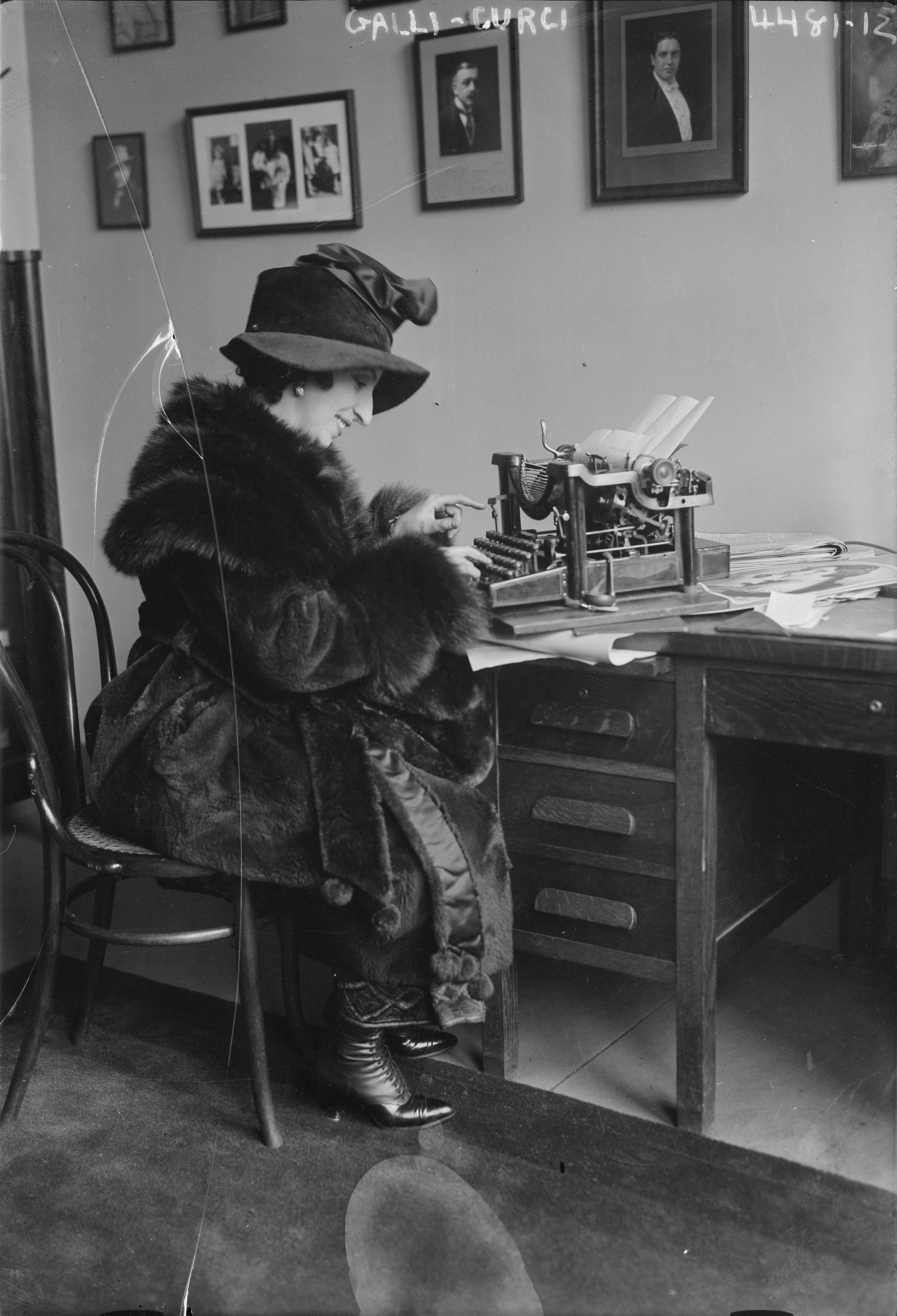
Amelita Galli-Curci mit zwei Fingern an der Schreibmaschine

Die Redewendung Adlersuchsystem karikiert die weniger geübte Nutzung von Schreibmaschinen und Computertastaturen durch Personen, die des trainierten Tastschreibens mittels Zehnfingersystem nicht mächtig sind.
Die Wendung spielt sowohl auf die kreisende Suchbewegung des Adlers auf der Suche nach seiner Beute an (d. h. mit einem Finger über der Tastatur kreisen, zielen und zustoßen, englisch spricht man von hunt and peck typing‚ jagen und zuschlagen‘) als auch auf die Schreibmaschinenfirma Adler (später mit Triumph fusioniert zu Triumph-Adler), die seit 1898 Schreibmaschinen produzierte. Sie war besonders bekannt für ihre mechanischen Schreibmaschinen mit Stoßstangen-Typenträgern, die technisch bedingt zwar als Reiseschreibmaschinen beliebt waren, deren unterschiedlicher Anschlag der Typen aber die Anwendung des im Entstehen begriffenen Zehnfingersystems erschwerte.
Die Redewendung wird je nach „Übungsgrad“ oft auch ergänzend benannt als
- Einfinger-Adlersuchsystem
- Zweifinger-Adlersuchsystem[2] usw.

Andere bildhafte, zum Teil despektierliche Bezeichnungen sind etwa Partisanenmethode („stündlich ist mit einem Anschlag zu rechnen“), Terrorsystem („jede Minute ein Anschlag“) oder Kolumbus-Methode („einen Buchstaben entdecken und darauf landen“).